# Abrahamia
Abrahamia Randrianasolo & Lowry – rodzaj roślin należący do rodziny nanerczowatych. Obejmuje 19 gatunków w niektórych ujęciach systematycznych zaliczanych do rodzaju Protorhus. Wszyscy przedstawiciele to endemity Madagaskaru. Są to rośliny o okazałych owocach i nasionach.

## Systematyka
Pozycja systematyczna według APweb (aktualizowany system APG III z 2009)
Rodzaj należący do podrodziny Anacardioideae, rodziny nanerczowatych (Anacardiaceae R.Br.), która wraz z siostrzana grupa osoczynowatych (Burseraceae) należy do rzędu mydleńcowców (Sapindales) Dumort., kladu różowych (rosids).
Wykaz gatunków
- Abrahamia buxifolia (H. Perrier) Randrianasolo & Lowry
- Abrahamia deflexa (H. Perrier) Randrianasolo & Lowry
- Abrahamia ditimena (H. Perrier) Randrianasolo & Lowry
- Abrahamia grandidieri (Engl.) Randrianasolo & Lowry
- Abrahamia humbertii (H. Perrier) Randrianasolo & Lowry
- Abrahamia ibityensis (H. Perrier) Randrianasolo & Lowry
- Abrahamia latifolia (Engl.) Randrianasolo & Lowry
- Abrahamia lecomtei (H. Perrier) Randrianasolo & Lowry
- Abrahamia louvelii (H. Perrier) Randrianasolo & Lowry
- Abrahamia nitida (Engl.) Randrianasolo & Lowry
- Abrahamia oblongifolia (Engl.) Randrianasolo & Lowry
- Abrahamia pauciflora (Engl.) Randrianasolo & Lowry
- Abrahamia sericea (Engl.) Randrianasolo & Lowry
- Abrahamia thouvenotii (Lecomte) Randrianasolo & Lowry
- Abrahamia viguieri (H. Perrier) Randrianasolo & Lowry